# Yorkshire Feast Song
The Yorkshire Feast Song (Z333), ook wel aangeduid met zijn beginwoorden Of old, when heroes thought it base, is een ode van Henry Purcell, die voor het eerst werd opgevoerd op 27 maart 1690.
Het Yorkshire Feast Song was een gelegenheidswerk voor een festiviteit ter ere van het graafschap Yorkshire, die in Londen gehouden werd; in de late zeventiende eeuw werden geregeld feesten georganiseerd voor de verschillende streken van Engeland, waarbij liefdadigheidsinstellingen op een banket met muziek vergast werden. Voor het feest van 1690 werd Thomas D'Urfey, een zeer populair humoristisch dichter en hofnar, aangetrokken: hij dichtte de tekst die York moest ophemelen. De muziek werd door Purcell geleverd: voor deze gelegenheid leverde hij een ietwat excentriek werk, dat desalniettemin een aantal opgemerkte muzikale passages bevat.
Het feest voor Yorkshire was oorspronkelijk gepland voor 14 maart 1690; de Glorious Revolution stak hier evenwel een stokje voor. Koning Jacobus II was in het najaar van 1689 het land ontvlucht naar Frankrijk; deze katholieke vorst was weinig populair, en toen de koningin zwanger werd, bood dit het vooruitzicht van een despotische katholieke dynastie in Engeland. Onder druk van het parlement werd de troon in 1690 door Willem van Oranje en diens vrouw Maria ingenomen: de zogeheten dubbelmonarchie van Willem en Maria. Door toedoen van deze politieke gebeurtenissen werden de feestelijkheden voor Yorkshire naar de 27ste maart verschoven.
De ode wordt ingeleid door een symfonie van hobo's, trompetten en violen. De tekst is allegorisch, en zingt de lof van de stad York, wier geschiedenis tot de Romeinse tijd teruggaat:
Of old, when heroes thought it base
To be confin'd to native air,
And glory brought a martial race,
To breath their tow'ring eagles here,
The sons of fam'd Brigantium stood
Disputing freedom with their blood,
Undaunted at the purple flood.
D'Urfeys tekst is behoorlijk intellectualistisch, en we weten dat Purcell zijn geïnspireerdste melodieën doorgaans op ietwat eenvoudiger poëzie zette. In dit geval maakte Purcell evenwel een zeer lyrisch werkstuk. De tekst bevat verder nog verwijzingen naar de Rozenoorlog (The pale and the purple rose), alsook naar het protestantse verzet tegen Rome:
Princes that hate Rome's slavery,
And join the nation's right with their own royalty
Willem van Oranje is in deze verwijzing duidelijk de prins die de 'slavernij van Rome' haat; verderop in de ode wordt hij nog 'the renown'd Nassau' genoemd.
Het hoogtepunt van de ode is ongetwijfeld de buitengewoon ingetogen en melancholische passage:
So when the glitt'ring Queen of Night
With black eclipse is shadow'd o'er,
The globe that swells with sullen pride,
Her dazzling charms to hide,
Does but a little time abide,
And then each ray is brighter than before.
Hier is Purcell op zijn meest lyrische moment: hij beschrijft als het ware een maansverduistering in muziek; bij de 'aanzwellende globe' glijdt zijn melodie langzaam omhoog, en op het woord 'ray' verandert hij van sleutel — dit is een bijna letterlijke uitbeelding van chromatiek: een bijzonder geslaagd voorbeeld van het 'word painting' dat zijn composities typeert. In dit stukje van het Yorkshire Feast Song komt Purcells meesterschap ontegenzeglijk aan de oppervlakte.
Als afsluiter volgt een ritornello dat de lof van het protestantisme zingt (This is the knell of falling Rome), waarop het koor triomfalistisch de ode besluit:
Long live the city and county of York!
Volgens een aantekening in D'Urfeys verzamelwerk Wit and Mirth, or Pills to Purge Melancholy zou deze opdracht Purcell de — in die tijd zeer aanzienlijke — som van £100 opgeleverd hebben. Het werk is voorzien op ten minste twee bassen, één tenor, één hoge tenor en één contratenor, aangevuld met een koor.
Het Yorkshire Feast Song duurt, afhankelijk van het tempo van uitvoering, iets meer of minder dan een half uur. Ondanks de kwaliteiten van dit werk, wordt het echter zo goed als nooit uitgevoerd.